# Thrips meridionalis
Thrips meridionalis är en insektsart som först beskrevs av Hermann Priesner 1926.  Thrips meridionalis ingår i släktet Thrips och familjen smaltripsar. Inga underarter finns listade i Catalogue of Life.